# Antoneta Koçi
Antoneta Koçi (ur. w 1962) – albańska lekkoatletka, kulomiotka.

## Rekordy życiowe
- Pchnięcie kulą – 16,36 (1984)[1] rekord Albanii[2][3]